# Venus van Laussel

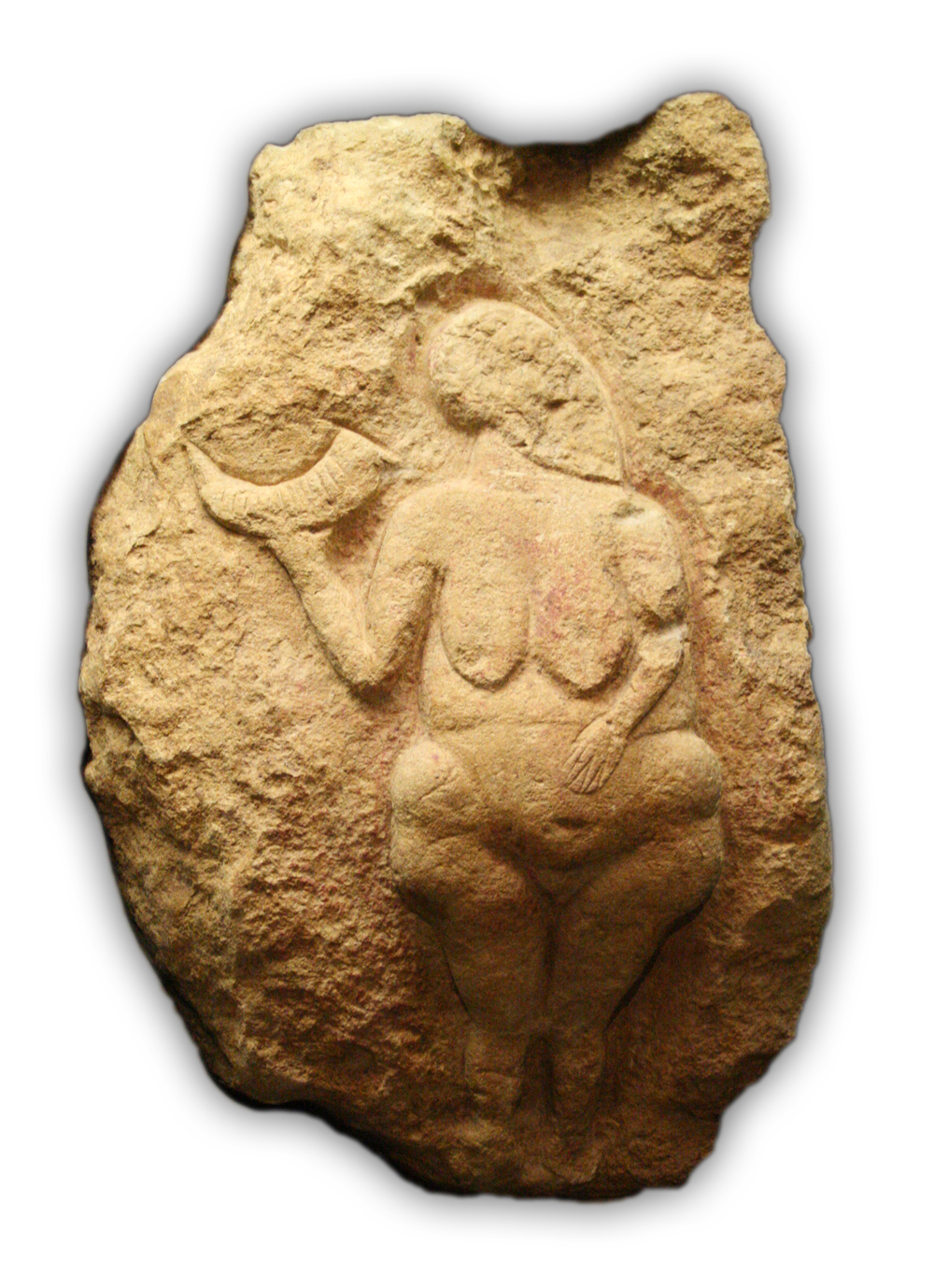
De Venus van Laussel

De Venus van Laussel is een prehistorische voorstelling van een vrouwenfiguur, uitgekerfd in een rotswand, verwant aan de zogenoemde Venusbeeldjes. Het beeld is een bas-reliëf van 42 cm hoog in verharde krijtrots. De figuur werd oorspronkelijk gekerfd in de rotswand van de abri waarin ze werd gevonden. Het toont een naakte vrouwenfiguur met een hoorn in de hand die oorspronkelijk met rode oker gekleurd is. De Venus dateert uit het Gravettien en is zo'n 22.000 tot 27.000 jaar oud.
De figuur werd in 1911 bij de ingang van de Abri van Laussel in Marquay in de Dordogne ontdekt door Jean-Gaston Lalanne. Het beeld werd uit de rots gezaagd en is nu te bezichtigen in het Musée d'Aquitaine in Bordeaux.

## Interpretatie
De figuur houdt een wisenthoorn in de rechterhand, verdeeld in veertien ringen doordat er dertien inkepingen zijn in aangebracht. De andere hand rust op de baarmoederstreek. De geslachtskenmerken zijn prominent aanwezig. Dit kan wijzen op zwangerschap, zwaarlijvigheid of een vorm van steatopygie. Omtrent de betekenis van de voorstelling zijn verschillende theorieën geopperd:
- Volgens antropoloog Alexander Marshack zou de hoorn eigenlijk een voorstelling van de maan zijn en stellen de inkepingen de maancycli voor. De vrouwenfiguur zou dan een moedergodin of een godin van de vruchtbaarheid voorstellen.
- Volgens Joseph Campbell stellen de inkepingen in de hoorn de menstruatiecycli voor en gaat het om een zwangere vrouw. De hand die beschermend op de buik wordt gelegd zou dit bewijzen.
- Archeoloog Waldemar Deonna zag in de voorstelling de hoorn des overvloeds, een teken van rijkdom.
- S. Zamiatnine zag in de figuur een vrouwelijke jager of een godin van de jacht. De inkepingen op de hoorn zouden kunnen duiden op het aantal gedode prooidieren.
- M. Hoernes en O. Menghin interpreteerden de voorstelling als een vrouw die een drinkhoorn vasthoudt. Mogelijk ging het om een sjamaan die een gefermenteerde drank gebruikt als geestesverruimend middel.
- D. Huyge zag in de hoorn een muziekinstrument.[2]